# أندرسون هويل والترز
أندرسون هويل والترز هو محرر وصحفي وسياسي أمريكي، ولد في 18 مايو 1862، وتوفي في 7 ديسمبر 1927. نشط حزبياً في الحزب الجمهوري. وقد انتخب عضو مجلس النواب الأمريكي.